# Comella
Comella là một chi bướm đêm thuộc họ Callidulidae.

## Các loài
- Comella laetifica (C. & R. Felder, 1860)